# Computer Aided Simulation
Computer Aided Simulation, CAS, komputerowe wspomaganie symulacji – pojęcie obejmuje różne systemy CAx, dzięki którym można przeprowadzić: 
- symulacje zjawisk podczas powstawania produktu MES,
- symulacje obróbki w systemach rodzaju CAP(Computer Aided Planning) / CAM(Computer Aided Manufacturing),
- symulacje kinematyki urządzeń wraz z badaniem kolizji,
- symulacje przepływu materiałów podczas wytwarzania,
- Symulacje realizacji zleceń oraz zadań transportowych[1].